# Вяймела
Вяймела (ест. Väimela, виро Väimälä, Väimärä) — сільське селище (ест. alevik) в Естонії. Входить до складу волості Виру у повіті Вирумаа.